# (246345) Carolharris
(246345) Carolharris est un astéroïde de la ceinture principale.

## Description
(246345) Carolharris est un astéroïde de la ceinture principale. Il fut découvert le 11 octobre 2007 à la station Anderson Mesa par Larry H. Wasserman. Il présente une orbite caractérisée par un demi-grand axe de 3,17 UA, une excentricité de 0,12 et une inclinaison de 3,9° par rapport à l'écliptique.

## Compléments